# Asano Yoshinaga

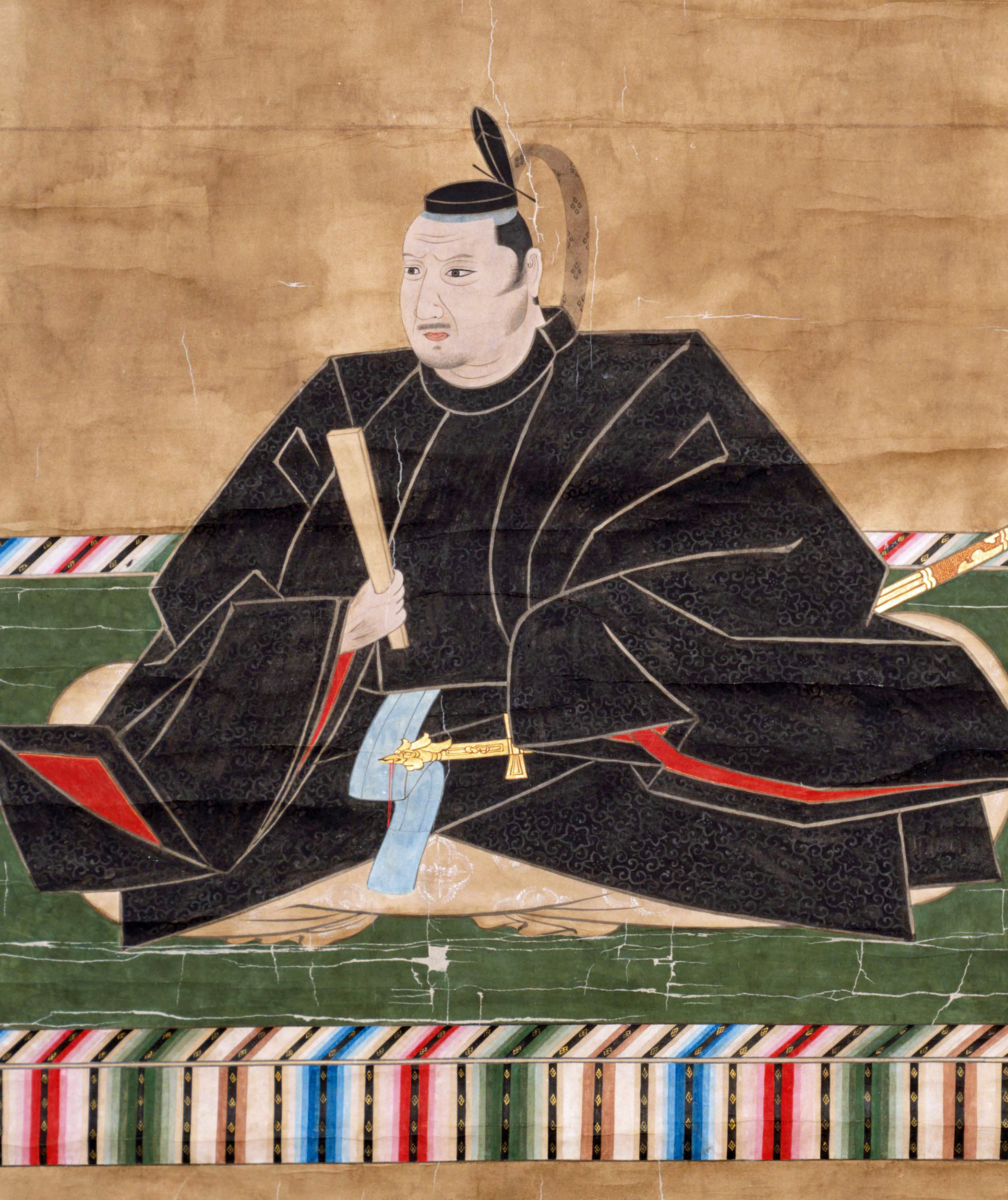
Asano Yoshinaga.

Asano Yoshinaga (浅野幸長?   1576-9 de octubre de 1613) fue un samurái japonés durante el período Sengoku a inicios del periodo Edo de la historia de Japón además de que fungió como Go-Bugyō a finales del período Azuchi-Momoyama.

## Biografía
Asano Yoshinaga nació en Odani, en la Provincia de Ōmi en 1576, siendo el mayor de los hijos de Asano Nagamasa. Su primera acción en el campo de batalla la tuvo durante el Asedio de Odawara (1590). En 1597, junto con su padre, ganó gran fama durante el Asedio de Ulsan. Durante la Batalla de Sekigahara participaron en el bando del Ejército del Este de Tokugawa Ieyasu y después de la victoria fueron trasladados el han de Wakayama, en la Provincia de Kii.
Yoshinaga falleció en 1613.